# Jennie Churchillová
Lady Randolph Churchill, rozená Jennie Jeromeová (9. ledna 1854 – 9. června 1921), byla matka britského premiéra Winstona Leonarda Spencera-Churchilla.

## Život
Jennie Jeromeová se narodila v Brooklynu v New Yorku jako druhá ze tří dcer finančního obchodníka Leonarda Jeromeho a jeho ženy, rozené Clarissy Hallové, dcery velkostatkáře Ambrose Halla.
Dne 12. srpna 1873 na večírku pořádaném na lodi během regaty Cowes u pobřeží ostrova Wight se Jennie Jeromeová seznámila s lordem Randolphem Churchillem, třetím synem Johna Spencera-Churchilla, 7. vévody z Marlborough. Jennie Jeromeová a lord Randolph Churchill se o tři dny později zasnoubili.
Svatba, která se uskutečnila 15. dubna 1874 na neutrální půdě britské ambasády v Paříži, nebyla velkou společenskou událostí. Byli oddáni za přítomnosti několika málo svědků, k nimž patřili rodiče nevěsty, ale žádný vévoda či vévodkyně. Rod Marlboroughů zastupoval starší bratr lorda Randolpha Georg, markýz z Blandfordu. Touto svatbou se Jennie Jeromeová stala Lady Randolph Churchill.
Churchillovi měli dva syny: Winstona Churchilla (1874–1965), narozeného o dva měsíce předčasně 30. listopadu 1874 necelých osm měsíců po svatbě, a Johna Strange Spencera-Churchilla (1880–1947). Vlivem bohatého společenského života a povinností vyplývajících z jejího společenského postavení byla její role ve výchově synů značně omezená a do značné míry se spoléhala na Winstonovu oblíbenou chůvu, Elizabeth Everestovou.
Winston svou matku velice zbožňoval. Když byl dán v roce 1882 do internátní školy sv. Jiří nedaleko Ascotu v Berkshiru, psal jí mnoho dopisů, v nichž ji prosil, aby ho přijela navštívit, což ale dělala jen zřídka. Když Winston dosáhl dospělosti, stali se z nich dobří přátelé a spojenci a Winston ji považoval spíše za politického poradce a sestru než matku.
Jennie byla silná osobnost, inteligentní, vtipná a respektovaná v nejvlivnějších sociálních a politických kruzích. Její kontakty a vliv významně pomohly jejímu manželovi, lordu Randolphu Churchillovi, v počátcích politické kariéry, stejně jako staršímu synovi Winstonovi.
Pět let po smrti manžela (zemřel ve věku 45 let) se 28. července 1900 znovu provdala za George Cornwallise-Westa (1874–1951), kapitána sloužícího v Scots Guards, stejně starého jako její starší syn Winston. V tomto čase se stala známou nájmem nemocniční lodi pečující o zraněné v búrské válce. V roce 1912 však již žila odloučeně od svého druhého manžela a v roce 1914 se rozvedli. Bezprostředně po rozvodu se Cornwallis-West oženil se známou herečkou Patrick Campbellovou.
Jennie se vdala potřetí 1. června 1918 za Montague Phippena Porcha (1877–1964), člena britské správy v Nigérii, který byl o tři roky mladší než Winston. Na konci první světové války Porch rezignoval z koloniální služby a roku 1921 se vrátil do Afriky hledat své štěstí.
V roce 1921, když byl její manžel v Africe, Jennie uklouzla na čerstvě navoskované podlaze v nových botách s vysokými podpatky během své návštěvy s přáteli v Somerset a zlomila si kotník na levé noze. Do nohy se dostala gangréna a musela být amputována. Krátce poté zemřela na tepenné krvácení, které bylo důsledkem amputace. Pohřbena je na pozemku rodiny Churchillů v kostele sv. Martina v Bladonu v Oxfordshire nedaleko jejího prvního manžela a synů.